# Aluminiumacetat
 Aluminiumacetat eller aluminiumethanoat (nogle gange forkortet AlAc i geokemi på engelsk) kan referere til flere forskellige salte med aluminium som eddikesyre.
I fast form findes der tre salte med dette navn:
1. Neutrale aluminiumtriacetat, Al(CH3CO2)3, som tidligere blev kaldt aluminiumacetat efter IUPACs regler, med CAS RN 139-12-8[3]
2. Basisk aluminiumdiacetat, HOAl(CH3CO2)2, også kendt som basisk aluminiumacetat, og formelt navngivet hydroxyaluminiumdiacetat, med CAS RN 142-03-0[3]
3. Basisk aluminiummonoacetat, (HO)2AlCH3CO2, også kendt som dibasisk aluminiumacetat, og formelt navngivet dihydroxyaluminiumacetat, med CAS RN 7360-44-3

I vandig opløsning hydrolyserer aluminiumtriacetet og danner en blanding af de andre to, og alle opløsninger af alle tre kan omtales som "aluminiumacetet" da stofferne der dannes eksisterer samtidig og er i kemisk ligevægt.